# Кода, Габриэль
Габриэль Кода (7.12.1908 г., Алькаш, Ирак — март 1992 г., Киркук, Ирак) — епископ Заху с 27 ноября 1965 года по 7 марта 1968 года, архиепископ Киркука Халдейской католической церкви c 7 марта 1968 года по 14 декабря 1997 года.

## Биография
Габриэль Кода родился 7 декабря 1908 года в городе Алькаш, Ирак.
27 декабря 1908 года Габриэль Кода был рукоположён в священника.
27 ноября 1965 года Римский папа Павел VI назначил Габриэля Кода епископом Заху. 25 марта 1956 года Габриэль Кода был рукоположён в епископа.
7 марта 1968 года Габриэль Кода был назначен архиепископом Киркука.
14 декабря 1977 года Габриэль Кода вышел на пенсию и был назначен титулярным епископом Нисибиса Халдейского .